# Bathymyrus
Bathymyrus – rodzaj ryb promieniopłetwych z podrodziny Bathymyrinae w obrębie rodziny kongerowatych (Congridae).

## Rozmieszczenie geograficzne
Do rodzaju należą gatunki występujące w wodach Oceanu Indyjskiego i zachodniego Oceanu Spokojnego.

## Morfologia
Długość ciała do 58 cm; brak danych dotyczących masy ciała.

## Systematyka
Rodzaj zdefiniował w 1889 roku brytyjski przyrodnik Alfred William Alcock w artykule poświęconym opisowi kilku nowych i rzadkich gatunków ryb z Zatoki Bengalskiej, odłowionych w latach 1888–1889 podczas rejsu statku badawczego „Investigator”, opublikowanym w czasopiśmie The journal of the Asiatic Society of Bengal. Gatunkiem typowym jest (oznaczenie monotypowe) B. echinorhynchus.

### Etymologia
Bathymyrus: gr. βαθυς bathus ‘głęboko’; μυρoς muros ‘gatunek węgorza morskiego’.

### Podział systematyczny
Do rodzaju należą następujące gatunki:
- Bathymyrus echinorhynchus Alcock, 1889
- Bathymyrus simus Smith, 1965
- Bathymyrus smithi Castle, 1968